# 廣川エレナ
廣川 エレナ（ひろかわ エレナ1996年〈平成8年〉10月19日 - ）は、日本のモデル、レースクイーン。愛称は「えれなん」。福岡県出身。イースマイル所属。
2017年にミスユニバースジャパン福岡で準グランプリに選ばれた。

## 活動

### レースクイーン・イメージガール
- 2017年 
  - SUPER GT「LHG Ms.Legrsi」（相方は桃瀬ゆう）

- 2018年 
  - SUPER GT「SARD イメージガール[1]」（相方は清瀬まち）
  - SUPER FORMULA「raffinee lady」（相方は西村いちか、今井みどり、林紗久羅）
  - インタープロト「ガーデンクリニック」

- 2022年 - 2023年
  - SUPER GT「STANLEY レースクイーン[2][3]」（相方は仲美由紀）

- 2024年
  - SUPER GT「D'STASTION フレッシュエンジェルズ[4][5]」（相方は林紗久羅、水瀬琴音、菅田れもん、悠）
  - スーパー耐久「Team Hitotsuyama アンバサダー[6][7]」（相方は安田七奈、花乃衣美優）
  - 鈴鹿8時間耐久ロードレース「ncxxracing アンバサダー」
  - F-beta、SFJ「ファーストガレージ アンバサダー」
  - 西口向上委員会（相方は荒井つかさ、生田ちむ、松田蘭、有栖未桜、葵成美、木村楓、夏実晴香）

- 2025年
  - SUPER GT「D'STASTION フレッシュエンジェルズ[8][9]」（相方は水瀬琴音、花乃衣美優、橘香恋、塚越愛実）
  - スーパー耐久「D'STASTION フレッシュエンジェルズ[10][11]」（相方は水瀬琴音、花乃衣美優、橘香恋、塚越愛実）
  - F-beta、SFJ「ファーストガレージ アンバサダー」
  - 西口向上委員会（相方は荒井つかさ、生田ちむ、松田蘭、有栖未桜、葵成美、赤城ありさ、阿澄音々）